# 三大都市圏
日本における三大都市圏（さんだいとしけん）は、日本の三大都市の都市圏である東京都市圏・大阪都市圏・名古屋都市圏　の総称。

## 定義

### 通常の解釈
都市圏は、本来は境界のあいまいな用語であるため、三大都市圏に属する各大都市圏の範囲として一元的な定義は存在しないが、一般的には以下の地域を指すことが多い。
- 東京都市圏：東京都・埼玉県・千葉県・神奈川県・茨城県・栃木県・群馬県・山梨県（特に各都県の人口が500万人を超える東京都・埼玉県・千葉県・神奈川県の1都3県を指して用いられる場合もある）[5]。
- 名古屋都市圏：愛知県・岐阜県・三重県（俗に東海3県と呼ばれる）。
- 大阪都市圏：大阪府・京都府・兵庫県・滋賀県・奈良県・和歌山県・三重県（伊賀地方）。

### 東京都市圏
関東大都市圏、東京都市圏とも呼ばれる。

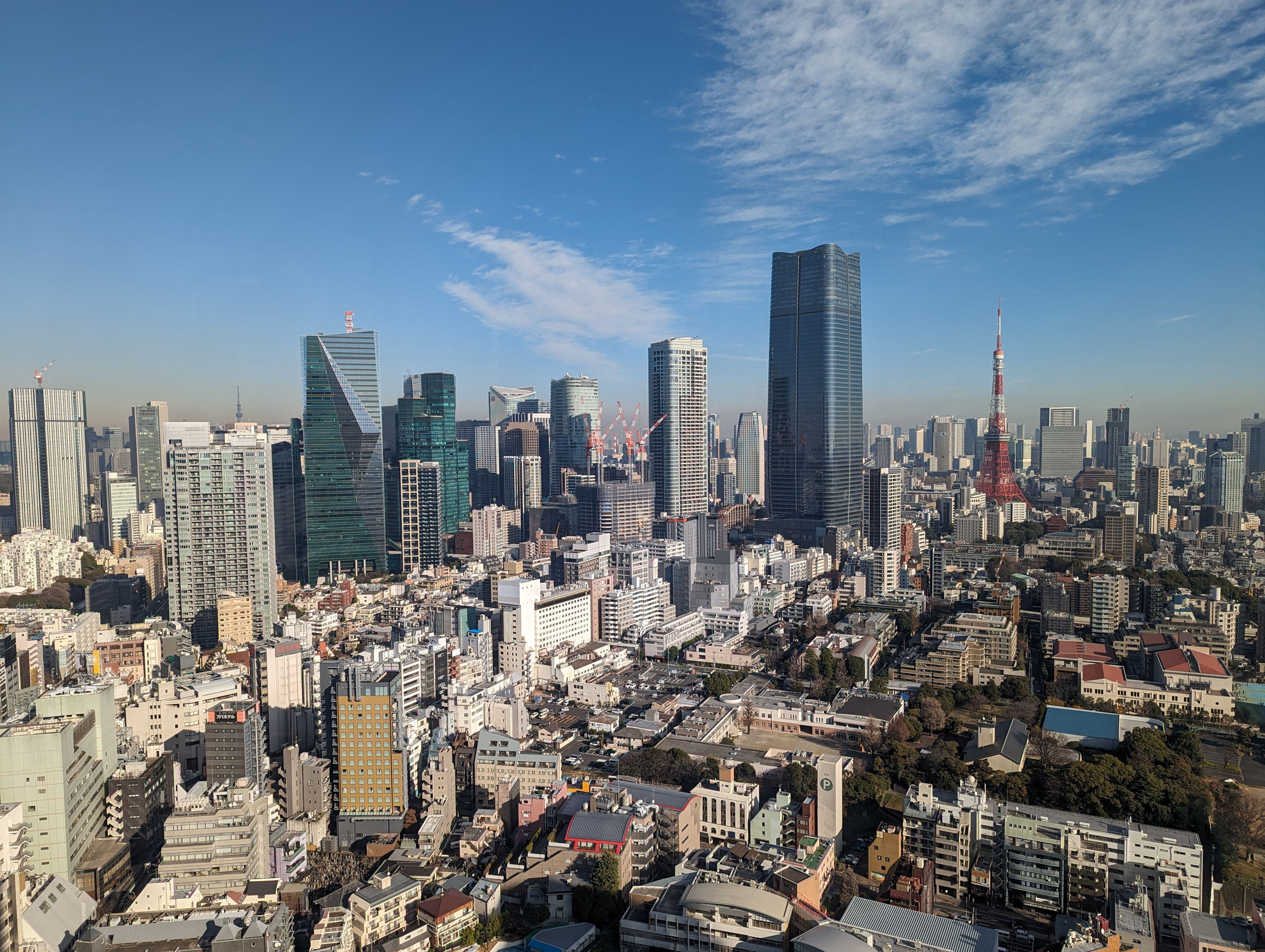
東京

首都圏整備法（1956年制定）では、第2条で「首都圏」を「東京都の区域及び政令で定めるその周辺の地域を一体とした広域をいう」としている。総務省の定義では東京都区部を中心都市とし、さいたま市・千葉市・横浜市・川崎市・相模原市など人口は3723万人である。
ブルッキングス研究所によれば、首都圏（Tokyo）は世界最多の人口を持つ大都市圏とされる。また2014年の域内総生産は1兆6176億ドルと計上され、こちらも世界最大の規模である。

近畿圏と中京圏が転出超過になる一方で首都圏は現在でも大幅な転入超過になっており、三大都市圏の中でも特に首都圏への集中が鮮明になっている。

### 大阪都市圏

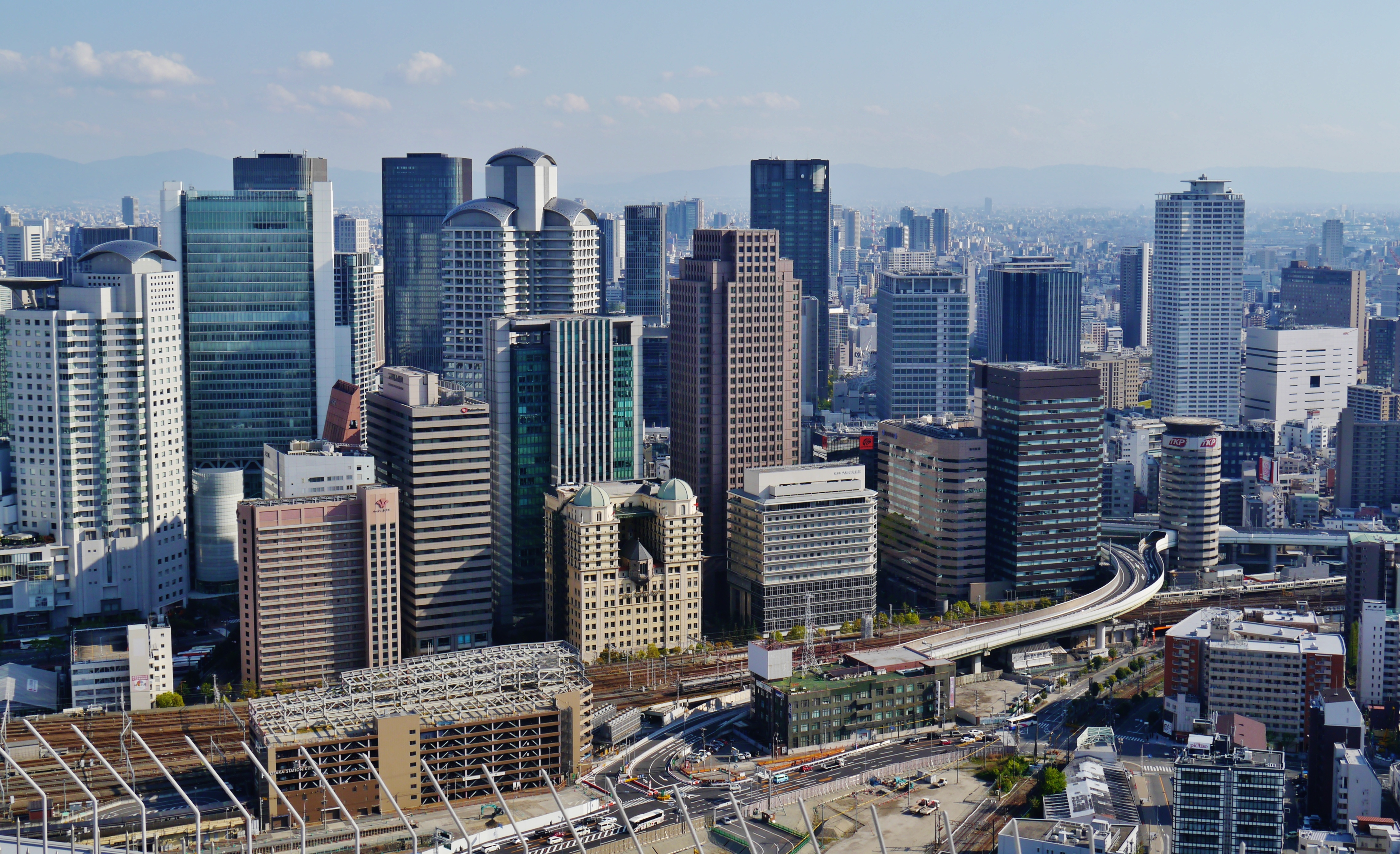
大阪

近畿大都市圏、または京阪神とも呼ばれる。都市雇用圏においては大阪都市圏、京都都市圏、神戸都市圏と区別している。
総務省の定義では大阪市を中心都市とし、京都市・神戸市・堺市など人口は約1930万人である。
世界有数の大都市圏であり、世界で12番目に人口が多く、2014年の域内総生産では6712億ドルで世界第7位の規模を有する。なおブルッキングス研究所はOsaka-kobeと表記している。
京都市、大阪市、奈良市、神戸市、大津市などにはかつて都が置かれた歴史があり、歴史遺産・文化資源に恵まれている。学術や芸能においても首都圏と共に日本の中心地である。

### 名古屋都市圏

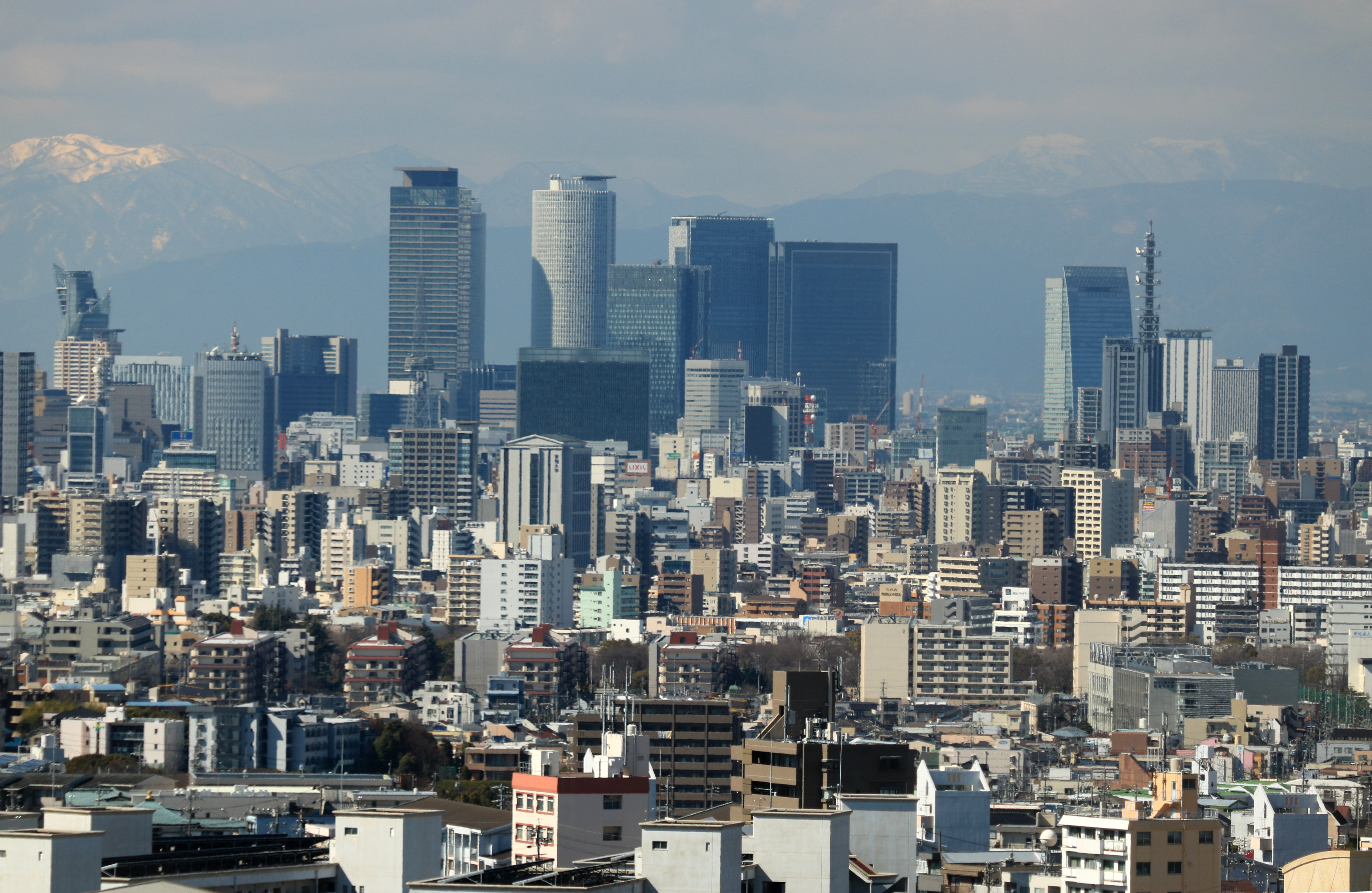
名古屋

中京大都市圏、名古屋都市圏、中部圏とも呼ばれる。
中京圏は、名古屋市を中心都市とし、愛知県、岐阜県、三重県の3県であり、人口は約1130万人である。
2014年の域内総生産は3637億ドルとされ、世界第22位の規模を有する。
トヨタ自動車とそのサプライヤーをはじめとする国内最大の工業地帯であり、日本の製造業の牽引役を担っている。

## 使用される例
- 国土交通省は、三大都市圏と地方圏を区別して地価を公示している[13]。
- 同省は鉄道路線における混雑率調査を三大都市圏で行っている[14]。
- 民間のテレビジョン放送や中波放送では、関東広域圏・近畿広域圏・中京広域圏において複数の都府県を対象とした放送が行われている（「広域放送」も参照）。
- ビデオリサーチによるテレビ視聴率調査では、関東地区（1都6県）・関西地区（2府4県）・名古屋地区（3県）としている。長らくこの3地区のみで機械式による調査がなされていたが、現在はその他の地域に対象範囲が拡大している[15]。

## 三大都市圏への集中
日本の人口・企業活動・大学などの教育機関は三大都市圏に集中している。三大都市圏の中でも、1970年以降、東京圏への集中が最も著しい。国内の銀行貸出残高の50%は東京圏に集中し、国内の外国法人数の91.1%が東京圏に集中、資本金10億円以上の企業の本社数は56.5%が東京圏といった統計が出ている。かつては経済の中心として東京を凌駕していた大阪圏は、昭和初期の戦時集中統制以降大手企業の相次ぐ東京移転が続き、さらに戦後はいわゆる工場三法による悪影響や、中部圏開発整備法による製造業の中部圏への流出、さらには1980年代後半以降の外国為替相場における円高に伴う工場の海外移転などによって東京圏との格差が広がりつつある。ただし、近年工場三法は工場立地法を除いて廃止され、さらには外国為替相場も円安傾向になってきたことから、大阪圏では相次いで大規模工場の建設が始まるなど復調の兆しを見せている。
こうした、人口や企業の三大都市圏への過度の集中（過密化）によって、さまざまな都市問題が起こっている。通勤ラッシュ、交通渋滞、政治的統制の飽和、ヒートアイランド現象などである。一方、地方では過疎化が進み、人口（特に生産年齢人口）は減少して労働者不足が深刻化し、高齢者の割合が増加、経済も縮小している。
大都市への人口・経済活動の集中は、問題を多く抱える一方で、経済活動の効率化につながるメリットもある。企業が狭い範囲に集中することにより、輸送費や通信費が少なくて済み、企業間の取引が低コストになることなどである。しかしながら、過度の集中は鉄道や道路などのインフラ整備に莫大な投資が必要であり、財政を圧迫する原因となる。また、ITの発達により、輸送費や通信費の集中によるメリットは20世紀の頃よりも減っている。
文化面でも、三大都市圏には出版・放送などのマスコミ各社や、商業施設・イベント施設が多く集中し、また著名人も多い。このため、流行や新語も三大都市圏から発生することが多い。
旅客鉄道会社であるJR東海は三大都市圏全てに路線があり、在来線でも関東地方と近畿地方に自社管轄の駅がある。

## 施設・組織・交通網
|            | 東京                            | 名古屋                          | 大阪                                    |
| ---------- | ------------------------------- | ------------------------------- | --------------------------------------- |
| 高等裁判所 | 東京高等裁判所                  | 名古屋高等裁判所                | 大阪高等裁判所                          |
| 証券取引所 | 東京証券取引所                  | 名古屋証券取引所                | 大阪証券取引所                          |
| 商工会議所 | 東京商工会議所                  | 名古屋商工会議所                | 大阪商工会議所                          |
| 旧帝大     | 東京大学                        | 名古屋大学                      | 大阪大学                                |
| 空港       | 東京国際空港・成田国際空港      | 中部国際空港・県営名古屋空港    | 関西国際空港・大阪国際空港・神戸空港    |
| 代表駅     | 東京駅                          | 名古屋駅                        | 大阪駅                                  |
| 地下鉄     | 東京メトロ・都営地下鉄          | 名古屋市営地下鉄                | Osaka Metro                             |
| 都市高速   | 首都高速道路                    | 名古屋高速道路                  | 阪神高速道路                            |
| 港湾       | 東京港                          | 名古屋港                        | 大阪港                                  |
| ドーム球場 | 東京ドーム （読売ジャイアンツ） | ナゴヤドーム （中日ドラゴンズ） | 大阪ドーム （オリックス・バファローズ） |